# Nazarius
Nazarius est un orateur d'origine gauloise du IVe siècle connu surtout par le panégyrique de l'empereur Constantin prononcé à Rome le 1er mars 321.

## Biographie
On sait peu de chose de Nazarius. Quelques hypothèses vraisemblables ont été déduites de diverses sources par les philologues.
Nazarius serait né vers 280. Il serait issu des écoles de rhétorique de Bordeaux qui, à cette époque, tendaient à supplanter les écoles d'Autun, ruinées par le sac de la ville en 269,.
Sa réputation d'orateur et de professeur était grande dans tout l'Empire. Il est l'auteur du panégyrique de Constantin prononcé à Rome le 1er mars 321. Selon Jérôme de Stridon, sa renommée culmina en 324 ; Ausone le place parmi les tout premiers orateurs du temps. Il semble qu'il ait eu une fille, Eunomia, née en 305 ou 306, convertie au christianisme, qui, selon les contemporains, égalait son père dans l'art oratoire.